# Peltosaurus
Peltosaurus là một chi khủng long, được B. Brown vide Chure & McIntosh mô tả khoa học năm 1989.